# Pushing Daisies
Pushing Daisies (Anspielung auf die englische Redewendung “pushing up the daisies”, wörtlich übersetzt: „die Gänseblümchen hochschieben“, frei: „die Radieschen von unten betrachten“, d. h. gestorben und begraben) ist eine US-amerikanische Fernsehserie von Bryan Fuller, die von 2007 bis 2008 produziert und auf dem Sender ABC ausgestrahlt wurde. Die Erstausstrahlung fand am 3. Oktober 2007 statt.
Die Serie wird als romantisches, forensisches Märchen beschrieben, in dem die Hauptfigur Ned Tote durch eine Berührung wieder zum Leben erwecken kann. In Deutschland hat sich ProSieben die Rechte gesichert: Die Ausstrahlung der ersten Staffel erfolgte vom 22. Oktober bis 10. Dezember 2008, vom 14. Januar 2009 bis 11. März 2009 wurde die zweite Staffel mittwochs im Abendprogramm gezeigt. Die letzten drei Folgen der zweiten Staffel wurden in Deutschland als Weltpremiere ausgestrahlt, da in den USA die Serie während der zweiten Staffel eingestellt und die Ausstrahlung unterbrochen wurde; die englischsprachige Erstausstrahlung erfolgte daraufhin kurze Zeit später in Großbritannien.

## Inhalt
Der wohlgesittete Ned ist in der Lage, tote Dinge wieder zum Leben zu erwecken. Er entdeckt diese Fähigkeit bereits als Kind. Als Erwachsener beschließt er, seine Gabe für das Gute zu nutzen: nicht nur, indem er verdorbene Früchte wieder frisch und genießbar macht und damit in seinem Café „The Pie Hole“ wunderbarste Kuchen anbieten kann, sondern auch, indem er dem Detektiv Emerson beim Lösen von Mordfällen hilft. Er erweckt die Mordopfer mit einer Berührung kurzzeitig wieder zum Leben, damit sie ihnen ihren Mörder nennen. Dafür kassieren die beiden auch die Belohnungen, die auf die Täter ausgesetzt sind.
Neds Leben verkompliziert sich, als seine Kindheitsliebe Charlotte „Chuck“ Charles ermordet wird, denn seine Gabe hat zwei Haken: Wenn er jemanden mit einer Berührung wieder zum Leben erweckt, stirbt dieser bei der zweiten Berührung wieder, und zwar endgültig. Und wenn er jemanden mit einer Berührung wieder zum Leben erweckt und nicht nach spätestens einer Minute wieder in den Tod schickt, muss ein gleichartiges Lebewesen in der Nähe sterben. Trotzdem entscheidet sich Ned dafür, Chuck am Leben zu erhalten. Wenn er sie jedoch jemals ein zweites Mal berührt, wird sie sterben und nie wieder lebendig werden können. Dennoch verlieben sich beide wieder ineinander. Dies führt zu einigen komplizierten Situationen und Regeln, letzteres, um das gemeinsame Leben der beiden zu ermöglichen.

## Besetzung und Synchronisation
Die Synchronisation der Serie wurde bei der Cinephon GmbH nach Dialogbüchern von Kathrin Kabbathas unter der Dialogregie von Martin Schmitz (Staffel 1) und Ulrike Lau (Staffel 2) erstellt.
| Figur                     | Darsteller        | Deutscher Sprecher | Beschreibung |
| ------------------------- | ----------------- | ------------------ | --- |
| Ned                       | Lee Pace          | Sascha Rotermund   | Ein Kuchenbäcker (engl. pie maker), der Tote mit einer Berührung wieder zum Leben erwecken kann und mit einer zweiten Berührung wieder tötet. Ned wird als wohlgesittet beschrieben und ist in Charlotte „Chuck“ Charles verliebt.                                                               |
| Charlotte „Chuck“ Charles | Anna Friel        | Eva Michaelis      | War die Tochter von Neds Nachbarn, als er ein Kind war. Sie stirbt auf einer Kreuzfahrt, wird aber von Ned wieder ins Leben zurückgeholt. |
| Emerson Cod               | Chi McBride       | Tilo Schmitz       | Ein Privatdetektiv und ehemaliger Polizist, der ein Geschäftspartner von Ned wird. |
| Olive Snook               | Kristin Chenoweth | Ghadah Al-Akel     | Neds Nachbarin, die im Pie Hole als Kellnerin arbeitet und in Ned verliebt ist. |
| Lily Charles              | Swoosie Kurtz     | Liane Rudolph      | Chucks einäugige Tante, eine ehemalige Synchronschwimmerin, die Angst davor hat das Haus zu verlassen. In der letzten Folge der ersten Staffel wird jedoch deutlich, dass Lily Chucks Mutter ist. Dies erzählt sie Olive während eines durch Stimmungsaufheller verursachten Rauschzustandes.    |
| Vivian Charles            | Ellen Greene      | Marina Krogull     | Chucks zweite Tante. Ebenfalls eine ehemalige Synchronschwimmerin, die an der gleichen Persönlichkeitsstörung wie Lily leidet. |
| Ned als Kind              | Field Cate        | Arne Berstorff     | Im Alter von neun Jahren lernt Ned seine Gabe kennen, als diese ihm seinen Hund und für ein paar Stunden auch seine Mutter zurückbringt. Sein Vater schickt ihn aufs Internat, wo er sie mit Tierversuchen erforscht und Kuchen bäckt, um sich in seiner Einsamkeit an seine Mutter zu erinnern. |
| Charlotte als Kind        | Sammi Hanratty    | Aliana Schmitz     | Sie spielt zusammen mit Ned mit Knetfiguren, denn sie ist seine beste Freundin. Als ihr Vater durch Ned stirbt, muss sie zu ihren beiden Tanten und wird von ihnen großgezogen. |
| Digby                     | Orbit             | —                  | Ein Golden Retriever und Neds Hund. Er starb, als er mit dem jungen Ned über die Wiesen rannte und von einem LKW überfahren wurde. Ned erweckte ihn wieder zum Leben und darf ihn nun nur noch mit einem Stab kraulen. Er wohnt fast immer bei Olive.                                            |
| Erzähler                  | Jim Dale (Stimme) | Norbert Langer     | Der Erzähler der Geschichte. |

## Hintergrund

### Konzeption
Die Grundidee eines Mannes, der Tote für kurze Zeit zurück ins Leben holen kann, war von Bryan Fuller ursprünglich für seine erste eigene Serie „Dead Like Me“ vorgesehen. In „Dead Like Me“ geht es um eine junge Frau namens Georgia, genannt George, die von einem aus dem Weltall stürzenden Toilettensitz erschlagen und infolgedessen zu einer Seelensammlerin wird. Fuller, der die Serie wegen Differenzen mit dem Studio mitten in der ersten Staffel verließ, hatte ursprünglich vor, dass George jemanden kennenlernt, der Tote zurück ins Leben bringen und so die von George eingesammelten Seelen „entführen“ könnte. Er hätte sie berührt, George hätte eine Zeit lang zu ihrer Familie zurückkehren können und wäre dann später durch eine zweite Berührung wieder zu einer Seelensammlerin geworden. Fuller hatte sich auch vorgestellt, mit dieser Idee und diesem Charakter einen Ableger zu „Dead Like Me“ zu schaffen, doch konnte er seine Ideen durch seinen frühen Ausstieg nicht mehr umsetzen. Er schlug diese Idee dann Warner Brothers vor – hieraus entstand schließlich „Pushing Daisies“.

### Produktion
Am 11. Mai 2007 wurde die Serie vom amerikanischen Fernsehsender ABC für das Herbstprogramm 2007 aufgenommen und 13 Episoden wurden bestellt. Am 23. Oktober 2007 bestellte der Sender 9 zusätzliche Episoden, womit die erste Staffel 22 Episoden umfasst hätte. Durch den Autorenstreik 2007, der von November 2007 bis Mitte Februar 2008 anhielt, wurde die Produktion der Serie jedoch nach der neunten Episode abgebrochen. Nachdem der Streik geendet hatte, entschied man sich bei ABC, keine weiteren Episoden für die erste Staffel produzieren zu lassen, da es zu kostenaufwendig gewesen wäre, die Serie für nur vier bis fünf zusätzliche Episoden mit einer großen Werbekampagne zu bewerben. Am 11. Februar 2008 kündigte ABC an, dass man dafür eine zweite Staffel für das Herbstprogramm 2008 bestellt habe und die Autoren ihre Arbeit Mitte Juni wieder aufnehmen würden. Für die zweite Staffel wurden 13 Episoden bestellt. Am 20. November 2008 gab ABC bekannt, dass die Produktion der Serie eingestellt wird. Dies bedeutet, dass „Pushing Daisies“ nach insgesamt 22 Episoden beendet wurde.

## Rezeption

### Kritiken
Bereits vor ihrem Start ist „Pushing Daisies“ bei amerikanischen Kritikern gut angekommen. Michael Ausiello von TV Guide meinte, dass „ABC [mit der Serie] das nächste „Lost“ gefunden hätte“.
Matt Roush, ebenfalls von TV Guide, bezeichnete die Serie als seinen persönlichen Lieblingspiloten der 2007/2008-TV-Saison. Seiner Ansicht nach gibt es „nichts Vergleichbares im Fernsehen, nichts, das nur annähernd so aussieht, klingt und so magisch fesselt wie ‚Pushing Daisies‘“. New York Magazine bezeichnete die Show als „lustig, einfallsreich und intelligent“. Auch USA Today bezeichnete Pushing Daisies als beste neue Serie der Saison. Die Süddeutsche Zeitung meint: „Pushing Daisies … sprengt mit naiver Koketterie und einer farbenfrohen Bilderwelt die bewährten Konventionen.“

### Einschaltquoten
Die erste, von ABC stark beworbene Episode der Serie konnte am 3. Oktober 2007 13,03 Millionen Zuschauer für sich gewinnen und war damit die viertstärkste Serienpremiere im Herbst 2007, nach „Samantha Who?“, „Private Practice“ und „Bionic Woman“. Pushing Daisies war an diesem Abend die erfolgreichste Sendung auf dem Sendeplatz, sowohl von den Quoten her als auch von den Werten der Zielgruppe. In den darauffolgenden Wochen verlor Pushing Daisies allerdings zunehmend Zuschauer. Im Durchschnitt zog die erste Staffel der Serie 9,46 Millionen amerikanische Zuschauer vor die Bildschirme.
In Deutschland wurde die erste Folge von 2,63 Millionen Zuschauern verfolgt, was einem Marktanteil von 8,8 Prozent entspricht. Damit schnitt Pushing Daisies besser ab als Desperate Housewives zuvor um 20.15 Uhr.

## Episodenliste

### Staffel 1
| Nr. (ges.) | Nr. (St.) | Deutscher Titel        | Originaltitel      | Erstausstrahlung USA | Deutschsprachige Erstausstrahlung (D) | Regie             | Drehbuch                                 |
| ---------- | --------- | ---------------------- | ------------------ | -------------------- | ------------------------------------- | ----------------- | ---------------------------------------- |
| 1          | 1         | Die Gabe               | Pie-Lette          | 3. Okt. 2007         | 22. Okt. 2008                         | Barry Sonnenfeld  | Bryan Fuller                             |
| 2          | 2         | Dummy                  | Dummy              | 10. Okt. 2007        | 29. Okt. 2008                         | Barry Sonnenfeld  | Peter Ocko                               |
| 3          | 3         | Grabräuber             | The Fun in Funeral | 17. Okt. 2007        | 5. Nov. 2008                          | Paul A. Edwards   | Bryan Fuller                             |
| 4          | 4         | Brieftaube             | Pigeon             | 24. Okt. 2007        | 12. Nov. 2008                         | Adam Kane         | Rina Mimoun                              |
| 5          | 5         | Geister                | Girth              | 31. Okt. 2007        | 19. Nov. 2008                         | Peter O’Fallon    | Katherine Lingenfelter                   |
| 6          | 6         | Biester                | Bitches            | 14. Nov. 2007        | 26. Nov. 2008                         | Allan Kroeker     | Chad Gomez Creasey & Dara Resnik Creasey |
| 7          | 7         | Der Geruch des Erfolgs | Smell of Success   | 21. Nov. 2007        | 3. Dez. 2008                          | Lawrence Trilling | Scott Nimerfro                           |
| 8          | 8         | Bittere Süßigkeiten    | Bitter Sweets      | 28. Nov. 2007        | 10. Dez. 2008                         | Allan Kroeker     | Abby Gewanter                            |
| 9          | 9         | Schneemänner           | Corpsicle          | 12. Dez. 2007        | 10. Dez. 2008                         | Brian Dannelly    | Lisa Joy                                 |

### Staffel 2
| Nr. (ges.) | Nr. (St.) | Deutscher Titel                   | Originaltitel                | Erstausstrahlung USA/UK | Deutschsprachige Erstausstrahlung (D) | Regie               | Drehbuch                                                   |
| ---------- | --------- | --------------------------------- | ---------------------------- | ----------------------- | ------------------------------------- | ------------------- | ---------------------------------------------------------- |
| 10         | 1         | Betty Bienes Bienen               | Bzzzzzzzzz!                  | 1. Okt. 2008            | 14. Jan. 2009                         | Adam Kane           | Bryan Fuller                                               |
| 11         | 2         | Zirkus Zirkus                     | Circus Circus                | 8. Okt. 2008            | 21. Jan. 2009                         | Lawrence Trilling   | Peter Ocko                                                 |
| 12         | 3         | Schwestern des göttlichen Trüffel | Bad Habits                   | 15. Okt. 2008           | 28. Jan. 2009                         | Peter O’Fallon      | Gretchen J. Berg & Aaron Harberts                          |
| 13         | 4         | Frescorts                         | Frescorts                    | 22. Okt. 2008           | 4. Feb. 2009                          | Peter Lauer         | Lisa Joy, Gretchen J. Berg & Aaron Harberts Idee: Lisa Joy |
| 14         | 5         | Dim Sum-Poker                     | Dim Sum Lose Some            | 29. Okt. 2008           | 11. Feb. 2009                         | Lawrence Trilling   | Davey Holmes                                               |
| 15         | 6         | Oh, oh, oh, Zauberei              | Oh Oh Oh…It’s Magic          | 19. Nov. 2008           | 18. Feb. 2009                         | Adam Kane           | Katherine Lingenfelter                                     |
| 16         | 7         | Robbing Hood                      | Robbing Hood                 | 26. Nov. 2008           | 18. Feb. 2009                         | Paul Shapiro        | Jim Danger Gray                                            |
| 17         | 8         | Seelenfutter                      | Comfort Food                 | 3. Dez. 2008            | 4. März 2009                          | Peter Lauer         | Doug Petrie                                                |
| 18         | 9         | Die Diorama-Dame                  | The Legend of Merle McQuoddy | 10. Dez. 2008           | 25. Feb. 2009                         | Lawrence Trilling   | Chad Gomez Creasey & Dara Resnik Creasey                   |
| 19         | 10        | C.S.I. Norwegen                   | The Norwegians               | 17. Dez. 2008           | 4. März 2009                          | Tricia Brock        | Scott Nimerfro                                             |
| 20         | 11        | Todschick                         | Window Dressed to Kill       | 17. Apr. 2009 (UK)      | 4. März 2009                          | Julie Anne Robinson | Abby Gewanter                                              |
| 21         | 12        | Wasser und Strom                  | Water and Power              | 24. Apr. 2009 (UK)      | 11. März 2009                         | Dean White          | Peter Ocko Idee: Lisa Joy & Jim Danger Gray                |
| 22         | 13        | Platsch                           | Kerplunk                     | 1. Mai 2009 (UK)        | 11. März 2009                         | Lawrence Trilling   | Gretchen J. Berg & Aaron Harberts                          |

## Auszeichnungen
Nominiert
- 2007 – Satellite Award – Anna Friel – Beste Schauspielerin in einer Comedy-Serie oder einem Musical
- 2007 – Satellite Award – Lee Pace – Bester Schauspieler in einer Comedy-Serie oder einem Musical
- 2008 – People’s Choice Award – Beste neue Comedy-Serie
- 2008 – Golden Globe Award – Beste Comedy-Serie oder bestes Musical
- 2008 – Golden Globe Award – Bester Hauptdarsteller in einer Comedy-Serie oder einem Musical – Lee Pace
- 2008 – Golden Globe Award – Beste Hauptdarstellerin in einer Comedy-Serie oder einem Musical – Anna Friel
- 2008 – Primetime Emmy Award – Drehbuch für eine Comedyserie
- 2008 – WGA Award – Beste neue Serie
- 2008 – WGA Award – Beste Episode: Pie-Lette, geschrieben von Bryan Fuller

Gewonnen
- 2007 – Family Television Awards – Beste neue Serie
- 2007 – Satellite Awards – Beste Comedy-Serie
- 2008 – Primetime Emmy Awards – Regie für eine Comedyserie
- 2009 – Primetime Emmy Awards – Kristin Chenoweth – Nebendarstellerin in einer Comedyserie